# (37645) Chebarkul
1994 CM13 (asteroide 37645) é um asteroide da cintura principal. Possui uma excentricidade de 0.14614820 e uma inclinação de 6.72955º.
Este asteroide foi descoberto no dia 8 de fevereiro de 1994 por Eric Walter Elst em La Silla.